# Escola Estadual Professora Calpúrnia Caldas de Amorim
A Escola Estadual Professora Calpúrnia Caldas de Amorim, mais conhecida pela sua sigla EECCAM, é uma escola de ensino médio público administrada pelo governo do Rio Grande do Norte, localizada à margem do rio Barra Nova, no bairro de mesmo nome, na cidade de Caicó.

## Fundação
A escola foi fundada em 1979 sendo integrante do projeto PREMEN- Programa de Extensão e Melhoramento do Ensino, criado pelo Decreto Federal Nº 70.067 de 26 de janeiro de 1972, sendo, portanto um Programa Nacional com o objetivo de aperfeiçoar o ensino de 2º grau por meio de um acordo celebrado entre o Ministério da Educação e o Banco Internacional de Reconstrução e Desenvolvimento em parceria com a Secretaria de Educação do Governo do Rio Grande do Norte. Com ele a tentativa de trazer para o Brasil o modelo de Escola Americana.
As finalidades desse programa eram, entre tantas outras, atender às necessidades de ampliação da oferta de matrícula na área do ensino médio, visto que o país necessitava de mão-de-obra para atender às indústrias e propor alternativas de reformulação da estrutura da escola média por meio da implantação de um modelo novo de escola de 1º ciclo.  Esse modelo de escola foi implantado em vários estados brasileiros
Em 1980 a escola recebeu o nome de Escola Estadual Professora Calpúrnia Caldas de Amorim (EECCAM), em homenagem a referida professora pelos serviços prestados à educação seridoense.
Atualmente a escola oferece as 3 séries do Ensino Médio dentro dos programas Ensino Médio Inovador e Ensino Noturno Diferenciado.

## Atualidade
Em 2011, a escola integrará uma rede estadual de ensino profissional onde inicialmente ofertará o curso técnico de edificações. O curso terá 4 anos de duração e funcionará com o Ensino Médio integrado à Educação Profissional e Tecnológica.
A escola possui um programa de intercâmbio intercultural, recebendo alunos de países estrangeiros em parceria com a organização não-governamental AFS.

## Prêmios
- 1º lugar "Prêmio Cosern Literatura de Cordel" - Categoria Médio 2010 [5]
- 1º lugar Melhor projeto "Programa Jovem Empreendedor" 2004 [6][7]
- 2º lugar Prêmio "Jovem Cientista" Estudante Ensino Médio 2006 [8][9]